# 정근 (의사)
정근(1960년 9월 8일 ~  )은 온종합병원의 창립자이자 정선학원(구 브니엘학원)의 운영자이다.

## 학력
- 진주고등학교 졸업
- 부산대학교 의과대학 학사
- 부산대학교 대학원 석사
- 부산대학교 대학원 의학과 안과학전공 의학박사

## 역대 선거 결과
|  | 24.71% |

|  | 5.51% |